# Улица Кашёнкин Луг
Улица Кашёнкин Луг — улица в районе Марфино Северо-Восточного административного округа города Москвы. Проходит от Ботанической улицы до улицы Академика Королёва.

## Название
Название улицы было перенесено в 1965 году с соседней улицы, примерно соответствующей нынешней улице Дубовая Роща и отрезку Ботанической улицы от начала до 1-й Останкинской улицы. Та же получила это название в 1922 году (до того называясь Панин Луг, по фамилии домовладельца) — якобы по пойменному лугу реки Кашенки, притоку Яузы. Но, возможно, это название основано на недоразумении — неправильном прочтении названия реки Каменка на старой карте. В районе существующей улицы существовали также Большая и Малая Кашёнкинские улицы.

## Описание
Улица Кашёнкин Луг начинается от Ботанической улицы и проходит на запад, заканчиваясь на перекрёстке с круговым движением с улицей Академика Королёва и Большой Марфинской улицей.

## Учреждения и организации

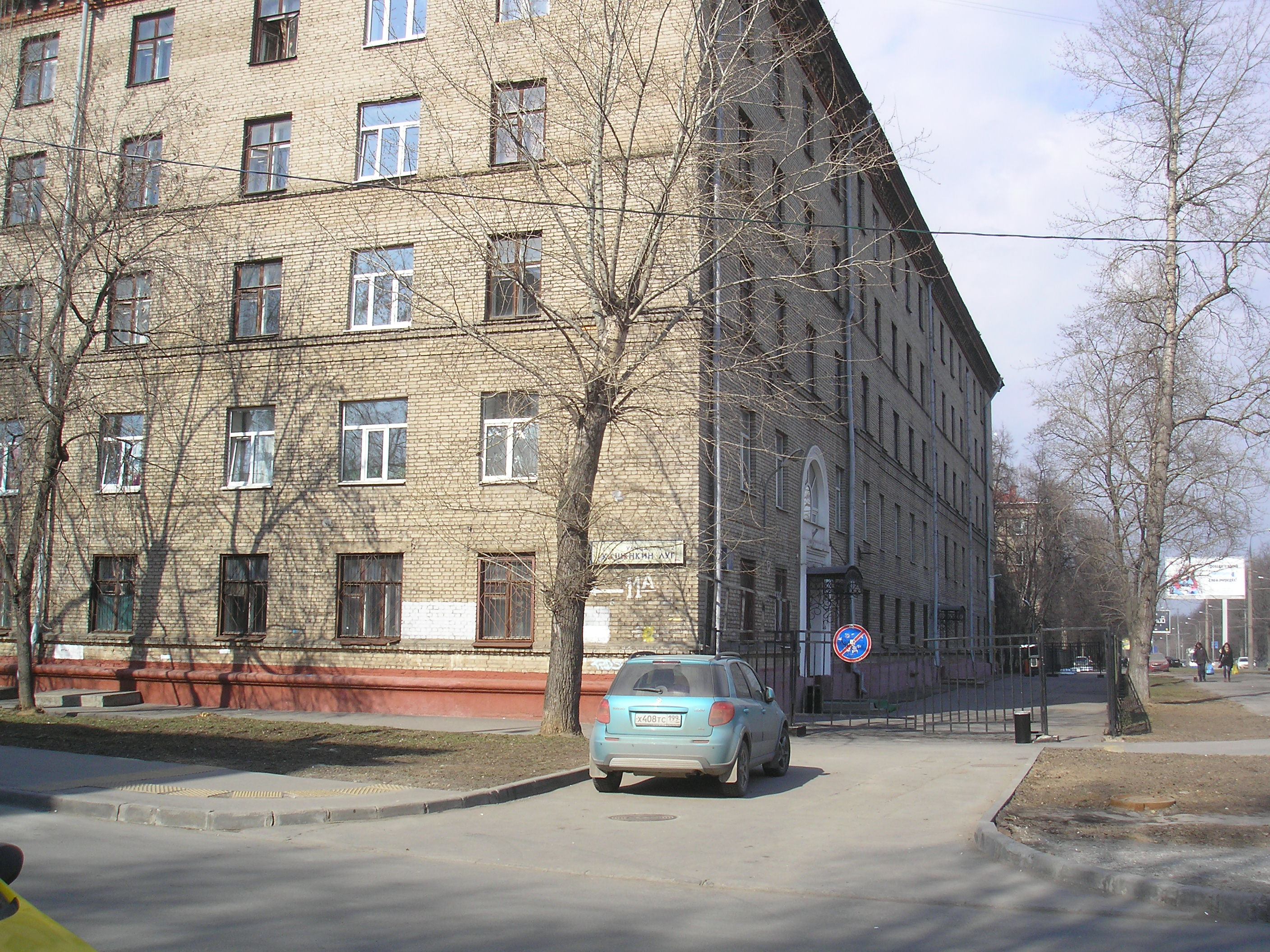
Начало улицы Кашёнкин Луг, угол с Ботанической улицей (дом №11)

- № 4 — Международный юридический институт при Министерстве юстиции РФ;
- № 7 — Федеральный ресурсный центр по организации комплексного сопровождения детей с расстройствами аутистического спектра (РАС) при Московском государственном психолого-педагогическом университете (до 2016 года — ЦПМССДиП)[1] (2000, архитекторы Андрей Чернихов, Наталия Щербакова)[2].